# ヴィシナルN形電車
N形（Type N）は、かつてベルギーに存在した国営企業のヴィシナルが所有していた電車である。

## 概要
ヴィシナル（フランス語: Société nationale des chemins de fer vicinaux、SNCV、オランダ語: Nationale Maatschappij van Buurtspoorwegen、NMVB）は、かつてベルギー国鉄とは別に存在したベルギー国営の公共交通事業者で、最盛期にはベルギー全土に5,000kmに近い総延長の軌間1,000 mmの鉄道網を有していた。また1894年以降はブリュッセルの近郊路線を皮切りに電化が開始され、各都市では路面電車の役割も担うようになった。1930年代以降はモータリーゼーションの進展により不採算路線の廃止が実施されるようになった一方、残された路線では車両の近代化が積極的に行われていた。その一環として、1940年代前半から進められた中距離路線用の車両研究の集大成として開発されたのがN形電車である。
単行運転が可能な両運転台式の車両で、流線型を取り入れたデザインは1941年から1947年にかけて製造された6両の試作車（10330  - 10335）の実績を基に設計された。自動式の乗降扉は運転台付近に2箇所設置され、大型窓が6個配置された。運転台は足踏みペダルを用いたPCCカーと異なり、従来車と同様の主幹制御器が使われた。
付随車を連結しない単行運転を前提に設計されたため、各台車には1基の電動機のみが搭載され（モノモーター方式）、車軸の外側へカルダンシャフトを介して動力が伝達される直角カルダン駆動方式を採用した。制御装置はアメリカのウェスティングハウス・エレクトリック (WH) 製のものを導入し、変速段数は50段であった。

## 運用
1948年から1949年にかけて先行試作車4両（10336 - 10339）が製造された後、翌1950年から1956年まで量産車が65両（10420 - 10484）生産され、ブリュッセルの近郊路線に投入された。更に1958年にはブリュッセル世界博覧会への展示用に1両（10485）が製造されたが、この車両は内装が他の車両に比べ豪華となり、制御装置もキーペ製のものに改められた。これらの車両の集電装置は、製造当初ポールを用いていた。
1953年に製造された10490 - 10499についてはブリュッセル - ルーヴェン間の都市間系統に導入され、製造当初から集電装置はパンタグラフであった他、乗降扉の形状も異なっていた。これらの車両については1962年に都市間系統が廃止になりシャルルロワの市内系統に転用された際、10両の電動機が1台の台車につき2基に増設され、S形電車に編入されている。
その後、ブリュッセル近郊のヴィシナルの路線の廃止に伴い、N形の一部は主電動機や運転台の撤去などの改造を経て付随車となり、ベルギー沿岸軌道やシャルルロワ・プレメトロへ転属し、原形を保った車両と共に1980年代まで使用された。2021年現在、1両（10480）がチュワンにあるヴィシナル保存協会博物館で動態保存されている他、10485についてもブリュッセル路面電車博物館に収蔵されている。

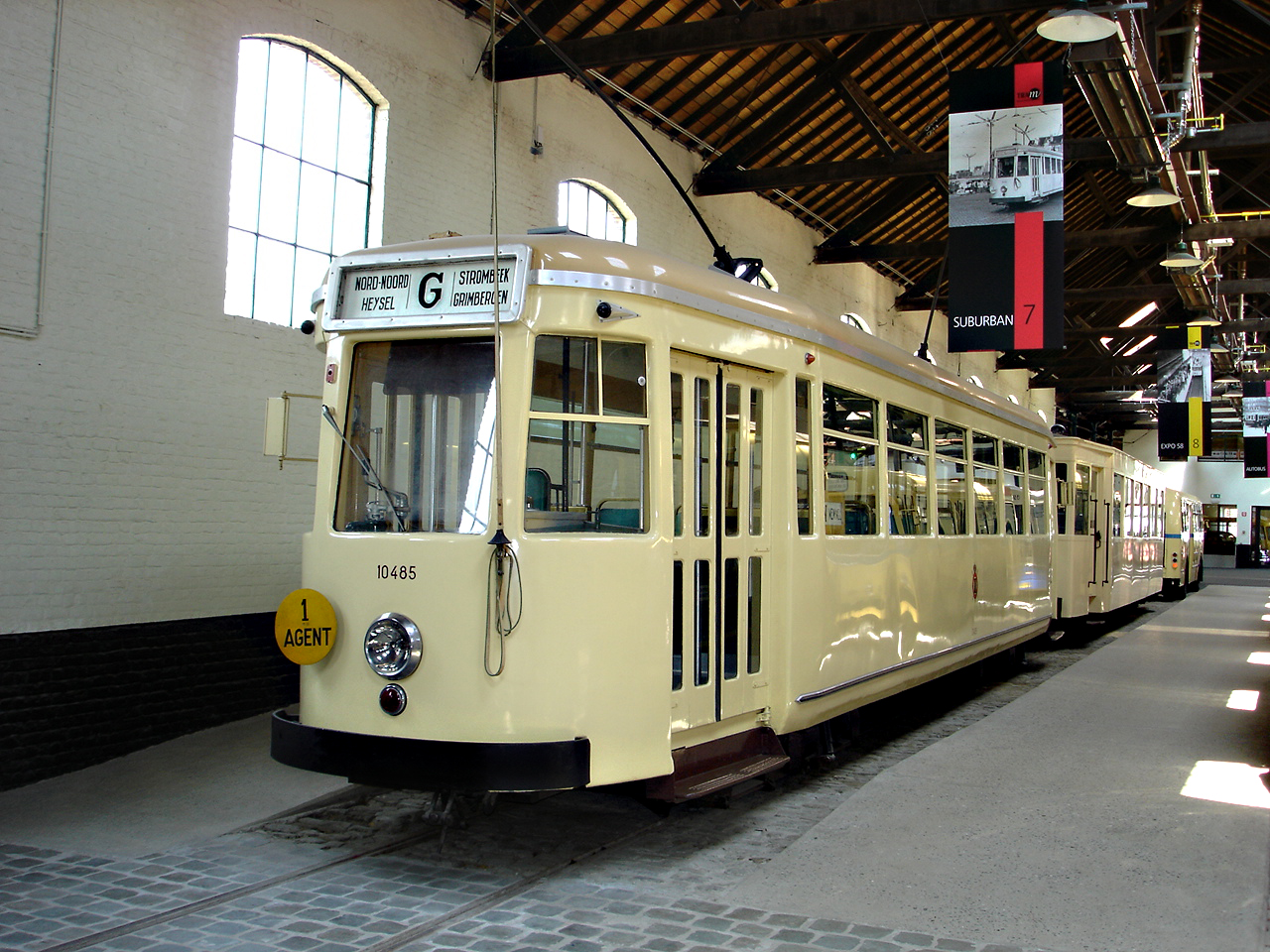
ブリュッセル路面電車博物館で保存されている10485（2012年撮影）

## 参考資料
- De.t.Barax (1958-9). “LA SOCIETE NATIONALE DES CHEMINS DE FER VICINAUX”. LOCO REVUE (LR Presse):  264-268.  オリジナルの2021-7-9時点におけるアーカイブ。 2021年7月3日閲覧。.
- Frits van der Gragt; Olivier Geerinck; Marcel Albrecht (2008). Couleurs Vicinales. Collection Images ferroviaires. Ed. du Cabri. ISBN 9782914603423 2021年7月3日閲覧。